# 카를 빌헬름 프리드리히 슐레겔
카를 빌헬름 프리드리히 폰 슐레겔(Karl Wilhelm Friedrich von Schlegel, 1772년 3월 10일 - 1829년 1월 12일), 줄여서 프리드리히 슐레겔(Friedrich Schlegel)은 독일의 시인, 평론가, 학자이다. 친형 아우구스트 빌헬름 슐레겔과 함께 예나의 초기 낭만주의 (Jenaer Frühromantik)의 주요 인물의 한 명이다.

## 생애
하노버에서 루터교 목사 요한 슐레겔의 열 번째 아이로 태어났다. 괴팅겐 대학교와 라이프치히 대학교에서 법학을 공부했으나 결국은 문학 연구에 온 힘을 쏟았다. 친형 아우구스트 빌헬름 부부가 거주하는 예나로 1796년에 옮겼다. 1797년 7월에 베를린에서 모제스 멘델스존의 딸이자 유대교도 유부녀 도로테아 (1763~1839년, 출생명은 Brendel Mendelssohn 으로서 요하네스 파이트와 필립 파이트의 어머니)를 우연히 만나 점차 사랑하게 되었다.
1797년 에《그리스인들과 로마인들》(Die Griechen und Römer)을, 1798년에 《그리스인들과 로마인들의 시문학의 역사》(Geschichte der Poesie der Griechen und Römer)를 출판하였다. 객원 강사로 대학교에서 강의하였던 예나에서 슐레겔 형제는 1798 - 1800 동안 초기 낭만주의의 기관지라고도 할 만한 잡지 아테네움을 여섯 차례 내었다.
1803년에는 파리로 옮겨 화가 하인리히 크리스토프 콜베와 함께 아테네움의 후속편인 잡지《오이로파》(Europa)를 편집하고 철학을 강의하고 동양을 연구했다. 도로테아의 개신교 개종과 함께 1804년 봄에 결혼한 두 사람은 쾰른으로 이사했다. 1808년 봄에는 둘은 쾰른 대성당에서 가톨릭으로 개종하여 정치, 종교적 자유주의에 반대하게 되었다. 그 해에 《인도인들의 언어와 지혜에 대해》로 비교언어학 연구에서 두각을 보였다. 같은 해인 1808년에 부부는 빈으로 이주하여 테셴 공작 카를 (레오폴트 2세의 3남이자 프란츠 2세의 친아우)의 휘하의 황궁 군사위원회에서 일하였다.
슐레겔 일가는 1700년대에는 귀족을 뜻하는 von(폰)이라는 귀족지칭 불변화사를 사용하지 않았으나 프리드리히가 교황 비오 7세로부터 Christus 기사단원으로 임명된 1814년부터는 이를 사용했다. 1815년부터는 독일 연방의 연방의회에 파견된 오스트리아 측 외교참사관으로서 프랑크푸르트에서 주재하다가 1818년에 빈으로 되돌아왔다.
그는 1820년에는 천주교적인 가치관을 한 층 명확히 드러낸 잡지《콘코디아》(Concordia)를 창간했으나 이 잡지가 개신교도, 자유주의자 들 뿐 아니라 친형 아우구스트 빌헬름과 메터니히에게서도 거부되자 1823년의 제6호 발간으로 종간했다. 친형 아우구스트 빌헬름과의 사상적 갈등은 이후로 전혀 극복되지 못하고 1828년에는 공식화되고 말았다. "언어와 단어의 철학(Philosophie der Sprache und des Wortes)"에 관한 강의를 준비하러 1828년에 찾아간 드레스덴에서 1829년 연초에 극심한 뇌졸중으로 사망했다.

## 참고 문헌
- 퍼블릭 도메인으로 인용: Chisholm, Hugh, ed (1911년) "Schlegel, Karl Wilhelm Friedrich von" 브리태니커 백과사전 (제 11 판) 케임브리지 대학교 출판부
- 퍼블릭 도메인으로 인용: Traugott Böhme (1920년) "Schlegel, Karl Wilhelm Friedrich von" 아메리카나 백과사전